# Dorothée de Monfreid
Pour les articles homonymes, voir Monfreid.
Dorothée de Monfreid est une dessinatrice et écrivaine française, née le 3 mai 1973 à Paris.
Elle est notamment l'auteure de la bande dessinée Ada et Rosie, initialement publiée dans le quotidien Libération, l'illustratrice de la série Les P'tits philosophes, publiée dans Pomme d'Api jusqu'en 2022 et l'auteure de la série de livres pour enfants Les Toutous.

## Biographie
Dorothée de Monfreid est l'arrière-petite-fille de l'écrivain et aventurier Henry de Monfreid (1879-1974). Elle travaille et vit à Paris.
Diplômée de l'École nationale supérieure des arts décoratifs de Paris, elle est autrice de près de 70 albums pour la jeunesse, qu'elle écrit et illustre.
Ses ouvrages sont publiés en France chez des éditeurs comme L'École des loisirs, Misma, Le Seuil, Gallimard, Hélium, Casterman, et traduits dans de nombreuses langues. Elle crée à L'École des loisirs, en 2012 Les Toutous : cette série de livres destinés aux jeunes enfants, qui met en scène une bande de chiens, compte 14 albums. Le premier tome d'un nouveau projet jeunesse, Mari Moto, entre roman et bande dessinée, paraît aux éditions du Seuil en avril 2021.
Elle est également autrice de bandes dessinées pour adultes avec Les Choses de l'amour (éditions Misma, 2020), et Ada & Rosie, mauvais esprit de famille (Casterman, 2019) adapté d'un blog présenté sur le site du journal Libération de 2017 à 2019). En 2022 elle s'associe aux auteurs Kokopello, Morgan Navarro, Mathieu Sapin, Louison et Lara dans un projet à 6 mains, les Carnets de Campagne, aux éditions Dargaud / Seuil,.
Son implication dans la bande dessinée l'a amenée à présider le Grand Jury Jeunesse du festival d'Angoulême en 2020.

## Publications

### Bandes dessinées
- 2006 : La Bande des bandits (dessin de Jean-Yves Duhoo), Lito
- 2019 : Ada & Rosie, mauvais esprit de famille, Casterman BD
- 2020 : Les petits philosophes (scénario de Sophie Furlaud), Mini BD Kids, Bayard
- 2020 : Les choses de l'amour, Misma
- 2021 : Mari Moto, Seule contre l'ouragan, Seuil Jeunesse
- 2022 : La Petite Evasion, (scénario de Marzena Sowa), La Pastèque
- 2022 : Carnets de Campagne (avec Mathieu Sapin, Kokopello, Morgan Navarro, Louison et Lara), coédition Dargaud / Éditions du Seuil, 240 p.
- 2022 : Mari Moto, L'affaire des animaux disparus, Seuil Jeunesse

### Humour
- Le Manuel du docteur Schnock, Hélium, 2012
- Tendance Chat, Hélium, 2017

### Albums jeunesse
- Des souris dans les oreilles, l'école des loisirs, 2002
- Mon toutimagier, Tourbillon, 2002
- Je mangerais bien un enfant (texte de Sylviane Donnio), l'école des loisirs, 2004
- Sept petits porcelets, Bréal Jeunesse, 2004 (réédité chez Gallimard Jeunesse en 2008)
- Et nous ?, l'école des loisirs, 2006
- Nuit noire, l'école des loisirs, 2009[5]
- Le Cochon magique, l'école des loisirs, 2010
- Super sauvage (musique de Tony Truant), Gallimard Jeunesse Musique, 2011
- Tony Tiny Boy (texte de Vincent Cuvellier), Hélium, 2013
- La Machine de Michel, l'école des loisirs, 2013
- L’Homme qui vivait comme un ours (texte de Vincent Cuvellier), Hélium, 2014
- Maximiam, l'école des loisirs, 2015
- Chien Bernard, l'école des loisirs, 2017
- Les Toutous à Paris (Les Toutous), l'école des loisirs, 2019

### Livres pour les tout-petits
- Le chien du lapin, Loulou & Compagnie, 1999, 1re éd., 24 p. (lire en ligne)
- Si j'étais toute petite, Loulou & Compagnie, 2000, 14 p. (EAN 9782211059800)
- Bonjour Catastrophe, l'école des loisirs, 2001
- Le Gâteau, l'école des loisirs, 2001
- Le Grimacier, l'école des loisirs, 2004
- Chacha raconte (3 coffrets de 3 livres), l'école des loisirs, 2006/2007/2008
- Pipicaca, L’École des loisirs, 2006
- Chahut chez Chacha, l'école des loisirs, 2007
- Choudoudou, l'école des loisirs, 2007

- série des Coco : Coco vole, Coco peint, Coco bobo, Coco tout nu, etc. (l'école des loisirs, 16 titres parus entre 2002 et 2012)
- 1 loup 2 chiens 3 culottes, L’École des loisirs, 2012
- Dans les jupes de maman (texte de Carole Fives), Sarbacane, 2012
- Toutous tous fous (coffret de 4 livres), l'école des loisirs, 2013
- Pas envie, l'école des loisirs, 2013
- Qui craint le grand méchant escargot ?, l'école des loisirs, 2014
- Dodo, l'école des loisirs, 2014[6]
- Attendez-moi, l'école des loisirs, 2015
- Tout tout sur les toutous, l'école des loisirs, 2015
- Ma photo, l'école des loisirs, 2016
- Le Plus Gros cadeau du monde, l'école des loisirs, 2016
- Un goûter sur la lune, l'école des loisirs, 2017
- C'est quoi ? (Les Toutous), l'école des loisirs 2018
- Le Meilleur resto du monde, l'école des loisirs, 2018
- Docteur Popov, l'école des loisirs, 2020
- Mystère dans le grenier, l'école des loisirs, 2021
- Mon cahier de jeux Les Toutous, l'école des loisirs récréative, 2022

### Romans jeunesse
- Croquepied, L’École des loisirs, 2002
- Voyage au pays des gâteaux, L’École des loisirs, 2009
- La Boîte à pleurs, L’École des loisirs, 2010

### Rubriques de magazine jeunesse
- Rubrique Fablabla, magazine Capsule Cosmique, Milan Presse, 2004-2006
- Rubrique Les P’tits Philosophes, textes de Sophie Furlaud, magazine Pomme d’Api, Bayard Presse, de 2005 à 2022

## Prix et distinctions
- 2011 : Coup de cœur Charles Cros pour Super Sauvage[7]
- 2011 : Clef d'Or Res Musica pour Super Sauvage[8]
- 2017 : prix Bernard Versele (1 chouette) pour Dodo[9]
- 2018 : Mention jeunesse de la Société centrale canine pour Chien Bernard
- 2022 : Sélection Prix Sorcières[10] Catégorie Carrément passionnant mini, pour Mari Moto seule contre l’ouragan
- 2022 : prix Livrentête pour Mari Moto, seule contre l'ouragan (sélection à partir de 9 ans)*
- 2023 :  prix des écoles d'Angoulême 2023 pour La Petite évasion, avec Marzena Sowa